# Chapeau de paille de Florence
Le chapeau de paille de Florence (en italien, cappello di paglia di Firenze), connu aussi sous l'appellation anglophone de Leghorn, est un couvre-chef en paille. Ses qualités sont attestées depuis de nombreux siècles et il est traditionnellement originaire de Signa en Toscane.

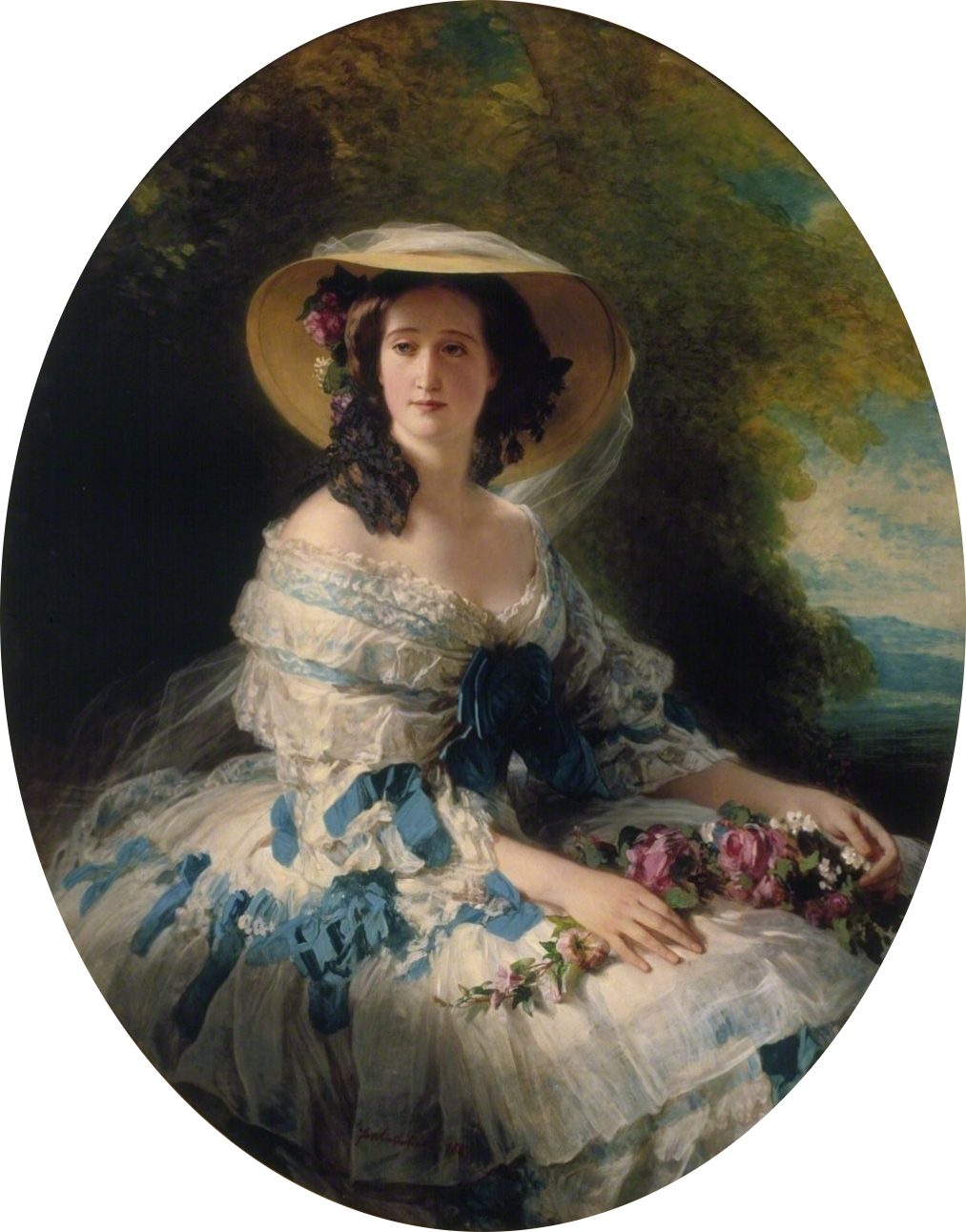
Eugénie de Montijo, Impératrice de France au grand chapeau de paille de fabrication florentine - Peint par Franz Xaver Winterhalter, 1857.

## Description
Il s'agit d'un chapeau de paille caractérisé par 40 rangées (giri) de tresses cousues, chacune composée de 13 fils. La paille utilisée provient principalement du blé gentile rosso Triticum aestivum L., puis à partir du début du XVIIIe siècle, du blé Triticum vulgare Host (varietés semone et marzuolo) reconnu pour sa finesse et sa brillance. La paille de seigle est aussi utilisé. Ses modèles sont nombreux et suivent les tendances de la mode tel le fioretto (grand chapeau rond à large bord) ou le capote en forme de cône tronqué.

## Historique
Le commerce de la paille est attesté dès 1341. Les chapeliers de paille, appartenant à une catégorie professionnelle, sont présents dès 1574. Dans les statuts de la douane de Florence (statuto della Dogana di Firenze) du 19 juillet 1577 et publiés le 4 mars 1579, les chapeaux de paille apparaissent dans la rubrique des produits soumis à une taxe douanière. En 1718, sur des parcelles entre Signa et Lastra a Signa, Domenico Michelacci réussit la première sélection d'un type de blé dit « marzuolo », culture destinée uniquement au tressage (et non à une consommation alimentaire).
Grâce à cette nouvelle semence, dans la deuxième moitié du XVIIIe siècle, la paille tressée devient une véritable industrie locale et occupe une grande partie de la population de Signa ainsi que celles des vallées de l'Arno, de l'Ombrone, du Bisenzio et de la Pesa, et dont la production est principalement destinée à une clientèle étrangère. Depuis les vallées productrices, les chapeaux et les tresses de paille sont exportés par l'intermédiaire du canal des Navicelli (it) où les bateliers (navicellai) transportaient la marchandise jusqu'au port de Livourne (en anglais Leghorn).
Lors de la période napoléonienne, le commerce extérieur est quasi inexistant.
Dès 1810, les exportations reprennent notamment vers l'Allemagne et la France : le commerce est très florissant et même la foire de Leipzig (à l'époque véritable plate-forme commerciale du chapeau toscan) ne réussit pas à satisfaire la demande des importateurs internationaux.
Entre la fin du XVIIIe siècle et la première moitié du XIXe siècle, l'agriculture toscane connaît un renouveau grâce à la collaboration du gouvernement grand-ducal et l'Accademia dei Georgofili : sur les conseils de cette institution, les souverains Ferdinand III puis Leopold II actualisent le cadastre, améliorent le système douanier, promeuvent l'enseignement de l'agriculture, créent la ligne de chemin de fer (avec une gare à Signa) Florence-Livourne dit Leopolda (it)...
Dans les années 1820, à la suite des nombreuses tentatives d'imitation de la production d'origine, un débat, paru dans le périodique L'Antologia (it), est ouvert entre académiciens georgophiles sur l'opportunité d'exporter de la matière première (paille toscane), que de nombreux pays européens cherchent à se procurer. 
Vers 1827, en utilisant de la paille toscane, les Anglais, suivis par d'autres pays (France, Suisse, Allemagne et États-Unis), obtiennent un produit similaire avec des tresses à 11 fils cousues différemment plus compétitif. Cette situation de concurrence, ajoutée à une main-d’œuvre qualifiée partie à l'étranger avec les secrets du métier, plonge la Toscane dans une grave crise économico-financière jusqu'en 1840, où les marchés internationaux sont reconquis grâce à la tresse dite fantasia et à des collections particulièrement élégantes, telles les capote.
Selon la définition du Dictionnaire de l'industrie manufacturière, commerciale et agricole de 1835 : « Ce sont toujours les vallées voluptueuses de l'Arno qui seules possèdent, avec les environs de Pistoia et de Florence, le privilège de fournir au monde entier la plus belle qualité de ces coiffures légères destinées à garantir des rayons brûlants du soleil le teint de toutes les femmes  ». À noter, toutefois, toujours d'après des ouvrages du milieu du XIXe siècle, que les chapeaux de paille fabriqués à Brozzi sont considérés comme les plus réputés ,.
Lors de la première Exposition universelle qui se déroule à Londres en 1851, les fabricants Nannucci (Florence) et Vyse and sons (Prato) sont distingués par un prix. De même, à l'occasion de l'Exposition universelle de Paris en 1855, dans la catégorie « Fabrication des objets de mode et de fantaisie », les ouvriers et les ouvrières de tresses de chapeaux de paille de Toscane sont récompensés par une médaille d'honneur décernée par l’empereur Napoléon III et dans le Guide pratique et complet de l'Exposition, il est écrit : « En ce qui concerne l'industrie de la paille, la Toscane doit être classée en première ligne. L'exposition des fabricants de ce pays est des plus remarquables : elle expose une collection de tresses de paille, depuis les plus ordinaires jusqu'au plus fines. Sa collection de chapeaux est aussi fort belle et l'on en remarque dans le nombre supérieurs en finesse à tout ce qui s'est fait jusqu'à ce jour ». 
Conservé dans un étui en argent ciselé, parmi ses reliques, le chapeau de paille de sainte Catherine de Ricci a été l'objet de dévotion.
Dans la deuxième moitié du XIXe siècle, outre la production de nombreuses imitations d'origine européenne, à partir de 1885, la diffusion à bas prix sur les marchés d'articles, entre autres chinois, semblables à la tresse florentine provoque la chute du marché toscan (le salaire des trecciaiole  et des couturières se réduit à une cinquantaine de centimes de lires par jour alors qu'il oscillait entre deux et huit lires par jour dans les années 1810). Mécontentes de leur salaire, les trecciaiole (et les fiascaie) décident de se révolter et se mettent en grève le 18 mai 1896, ce qui constitue une des premières grèves dans l'histoire de l'Italie contemporaine : des actions spectaculaires sont menées, comme le blocage du tramway de la ligne Florence-Fiesole (it) chargé de tresses. À cette période de dépression succède une période plus ou moins d'expansion jusqu'à la Première Guerre mondiale puis après celle-ci.
Jusque dans les années 1924-25, sur le territoire de la commune de Signa, la fabrication des chapeaux de paille occupe encore environ 5 000 habitants. Puis vers la fin de la première moitié du XXe siècle, face à la production chinoise offrant des tresses de paille à des prix très compétitifs, les fabricants de chapeaux toscans transforment progressivement leur production vers les secteurs du textile, de la chaussure et de la peausserie.

## Notoriété
L'expression « Chapeau de paille de Florence » se trouve chez :
- Romans et contes  de Théophile Gautier
- Un opéra de Nino Rota (1946)
- Dans les « Propos  sur l’Amérique » de Talleyrand.

## Photothèque

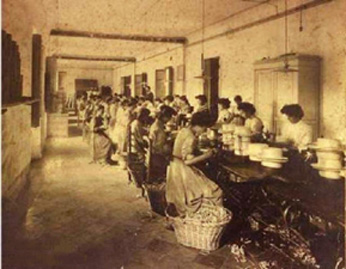
Atelier de couture à Lastra a Signa.
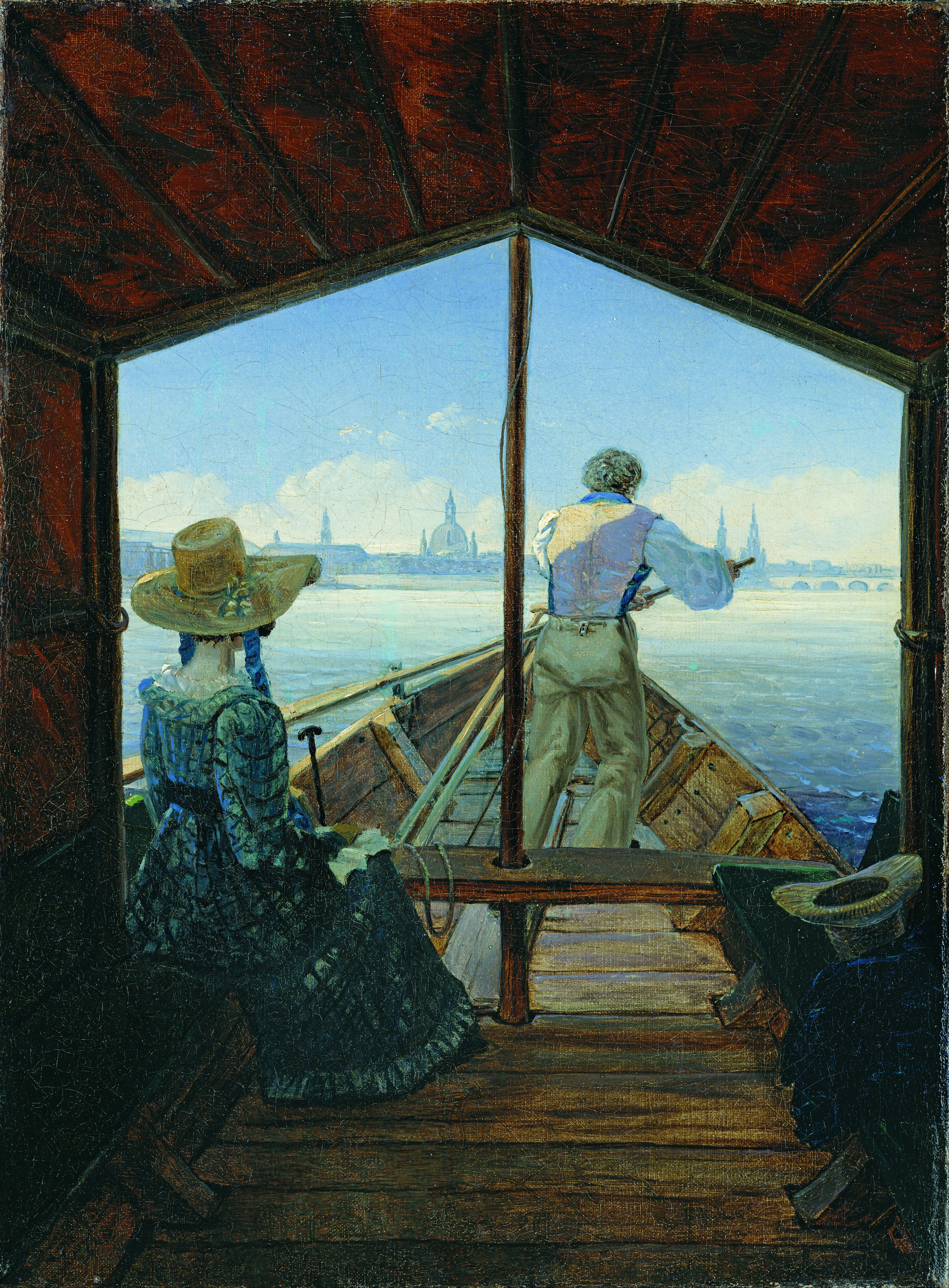
Promenade en gondole sur l'Elbe (avec une dame au chapeau toscan) de  Carl Gustav Carus-1827.
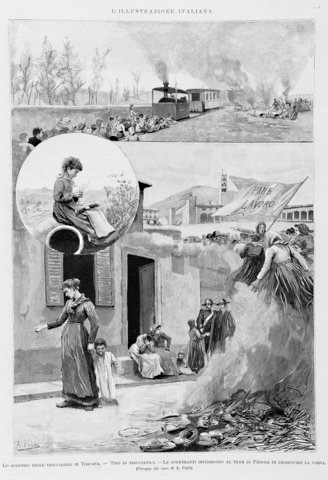
Magazine illustrant la grève des trecciaole.
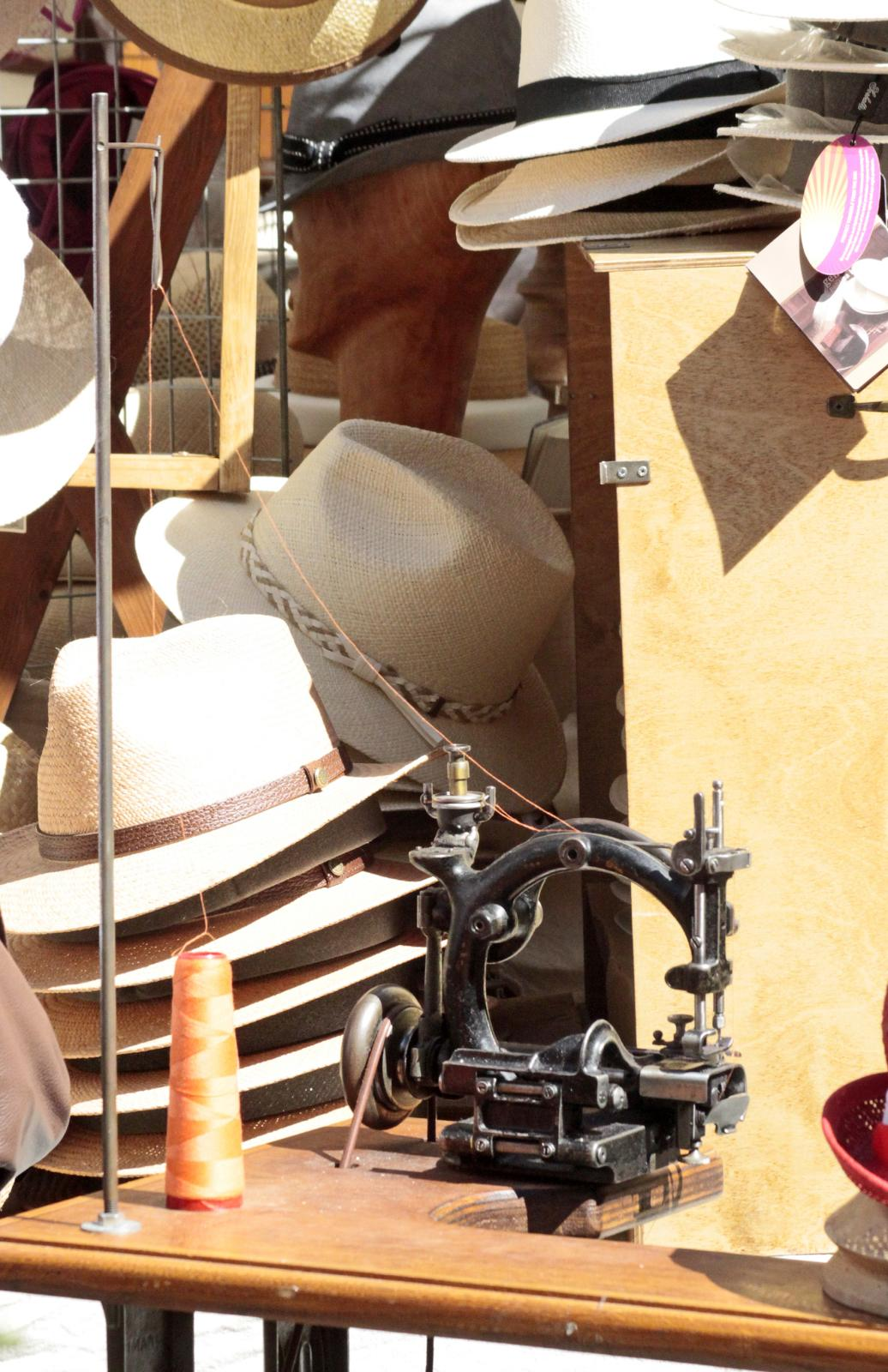
Machine (actuelle) à coudre les tresses de paille.
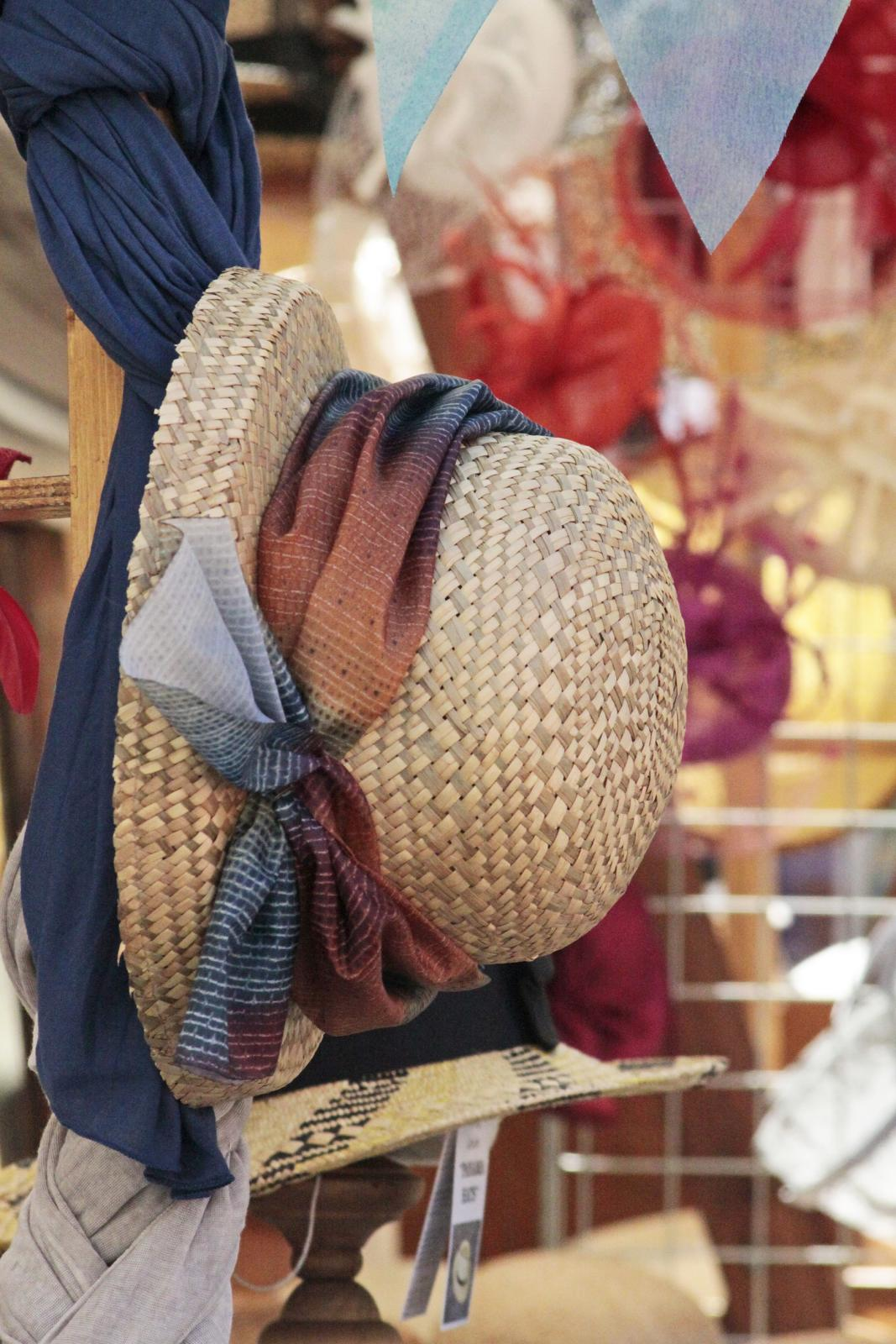
Chapeau de paille à la vente sur un marché florentin.